# 尚絅学院大学
尚絅学院大学（しょうけいがくいんだいがく、英語: Shokei Gakuin University）は、宮城県名取市ゆりが丘4-10-1に本部を置く日本の私立大学。1892年創立、2003年大学設置。大学の略称はSHOKEI、尚絅学院大。

## 概要
1892年、アメリカ合衆国の西部バプテスト女性外国伝道協会（WBFMSW）から派遣された女性宣教師たちによって、キリスト教教育のための「尚綗女学会」として創設された。
大学名は漢籍『中庸』の一節「衣錦尚絅」（錦を衣て絅を尚う）に由来する。
熊本県の尚絅大学（学校法人尚絅学園が設置）とは別の大学である。

## 沿革
- 1892年 尚絅女学会開校（現宮城県知事公館の地）
- 1899年 私立学校令により正式に認可され、創立、校名を尚絅女学校とする
- 1920年 3年制高等科（英文科・家事科）を設置
- 1936年 高等科を専攻部と改称、保姆科・商科を設置
- 1940年 英文科、商科を廃止、専攻部選科を家事選科と改称
- 1946年 専攻部に英文科を設置。
- 1948年 体育科を設置
- 1950年 尚絅女学院短期大学設置、家政科・英語科設置
- 1955年 保育科増設
- 1956年 尚絅女学院幼稚園を設置
- 1964年 家政科を家政専攻と食物栄養専攻に分離。専攻科保育専攻を設置
- 1967年 英文科設置
- 1982年 尚絅女学院幼稚園を尚絅女学院短期大学附属幼稚園と改称
- 1989年 人間関係科設置。名取校舎落成統合移転
- 1993年 家政科家政専攻を生活科学科生活科学専攻に名称変更。家政科食物栄養専攻を生活科学科食物栄養専攻に名称変更
- 1994年 専攻科食物栄養専攻設置
- 1995年 専攻科生活科学専攻設置
- 1995年 専攻科食物栄養専攻を1年制から2年制に改める
- 2002年 専攻科保育専攻を1年制から2年制に改める
- 2003年 尚絅女学院を尚絅学院に法人名を改称。男女共学の尚絅学院大学開学。総合人間科学部健康栄養学科、人間心理学科設置。尚絅女学院短期大学は尚絅学院大学女子短期大学部となる。尚絅女学院短期大学生活科学科を尚絅学院大学女子短期大学部生活創造学科に名称変更。尚絅女学院短期大学附属幼稚園を尚絅学院大学短期大学部附属幼稚園と改称
- 2004年 女子短期大学部生活科学科食物栄養専攻、人間関係科を廃止
- 2006年 女子短期大学部専攻科食物栄養専攻、専攻科生活科学専攻を廃止
- 2007年 大学院総合人間科学研究科心理学専攻、健康栄養科学専攻を設置。大学総合人間科学部に表現文化学科、現代社会学科、生活環境学科を設置
- 2008年 女子短期大学部生活創造学科・英文科廃止
- 2010年 大学総合人間科学部に子ども学科を新設。尚絅学院大学女子短期大学部附属幼稚園を尚絅学院大学附属幼稚園と改称
- 2011年 女子短期大学部保育科を廃止
- 2015年 生活環境学科を環境構想学科に名称変更
- 2017年 大学院総合人間科学研究科に人間学専攻を新設
- 2019年 1学部6学科から3学群5学類に改編[2]。イオンモール名取に地域連携交流プラザ開設[3]
- 2023年 大学院総合人間科学研究科に、大学院の課程としては日本初の公共社会学専攻を新設

## 組織

### 学部・学科
- 総合人間科学部
  - 表現文化学科
  - 人間心理学科
  - 子ども学科
  - 現代社会学科
  - 環境構想学科
  - 健康栄養学科

### 学群・学類（2019年度より）
- 人文社会学群
  - 人文社会学類（現代社会領域、地域実践領域、都市生活領域、国際文化領域、メディア表現領域）

- 心理・教育学群
  - 心理学類
  - 子ども学類
  - 学校教育学類（小・中学校（国語）領域、小・中学校（保健体育）領域、小・特別支援学校領域）

- 健康栄養学群
  - 健康栄養学類

### 大学院
- 総合人間科学研究科
  - 心理学専攻（臨床心理学コース、心理行動科学コース）
  - 人間学専攻
  - 公共社会学専攻
  - 健康栄養科学専攻

### 女子短期大学部（2010年度廃止）
- 詳細は尚絅学院大学女子短期大学部を参照。

## 大学関係者

### 歴代学長
- 渡部 治雄：初代学長（2003年～2007年）
- 佐々木 公明：第2代学長(2008年～2013年)
- 合田 隆史：第3代学長（2014年～2022年）
- 鈴木 道子：第4代学長[4]（2022年～現在）

### 教員・職員
- 行場次朗
- 田中 重好
- 長谷川公一
- 高山香織
- 小原嘉明
- 加藤孝義
- 八巻正治
- 古川 靖志：バレーボール部

### 著名な卒業生
- 佐藤澪（バレーボール選手、2014年度生活環境学科卒）
- 萌江（シンガーソングライター、ほやドル）

## 協定等

### 自治体等との協定
- 青森県: 青森県と尚絅学院大学のUIJターン就職促進に関する協定
- 宮城県教育委員会: 宮城県教育委員会と尚絅学院大学の包括連携協力協定
- 仙台市教育委員会: 仙台市教育委員会と連携協力に関する覚書
- 名取市: 名取市と学校法人尚絅学院の官学連携に関する基本協定書
- 川崎町: 川崎町と尚絅学院大学の包括的連携協定
- 亘理町教育委員会: 亘理町教育委員会と尚絅学院大学の連携協力に関する協定
- 大衡村: 大衡村と尚絅学院大学の包括的連携に関する協定
- 山元町教育委員会: 山元町教育委員会と尚絅学院大学の連携協力に関する協定

### 国内の大学等との協定
- 学都仙台コンソーシアム
- 放送大学[5]
- 関東学院大学: 2019年4月23日、関東学院大学との間で「大学間交流協定」を締結。今回の協定締結で、両大学で1年間の学生の受け入れ体制を整え、学生の派遣・受け入れを2020年度からの実施する。
- 仙台大学[6]

### 海外の大学等の協定
- アメリカ合衆国
  - ジャドソン大学
  - シカゴ心理専門職大学院
  - ワシントン州立オリンピックカレッジ
- ロシア
  - ハバロフスク地方藝術専修大学
  - ロシア国立芸術学研究所
  - ロシア国立ゲルツェン教育大学
- 中国
  - 大連理工大学
  - 浙江越秀外国語学院
  - 嶺南師範学院
- 台湾
  - 弘光科技大学
- 韓国
  - 培材大学校
- オーストラリア
  - サザンクロス大学

## 地域連携・社会貢献

### 地域連携・社会貢献事業
- 災害ボランティアセンター　ボランティアチームTASKI
- 尚絅学院大学×SDGs
- 里山再生プロジェクト

### 地域連携施設
- イオンモール名取尚絅学院大学地域連携交流プラザ[7]

### 出版会

#### 尚絅学院大学ブックレット

##### 大学をひらく　シリーズ1（非売品）
- 『災害から子どもの命を守る：東日本大震災の経験から』
- 『共生社会をめざして：わたしたちが生きるために』
- 『川崎学Ⅰ：今、川崎町を始めよう！』

### 総合型地域スポーツクラブ
- 総合型地域スポーツクラブ 絆・KIZUNA

### ロケ地

#### テレビ
- サンドのぼんやり～ぬTV（2012年10月16日、東北放送） - キャッツ・ガイ
- 村上マヨネーズのツッコませて頂きます！（2017年6月10日、フジテレビ） - 出張！小杉エンジェル

#### 映画
- ReLIFE（2017年4月15日公開、松竹） - 青葉高等学校校舎他
- ママレード・ボーイ（2018年4月27日公開、ワーナー・ブラザース） - 私立桐稜大学附属高等学校校舎他

### 新聞
- 名取市のローカルメディア「ハナモモ通信」（2015/10-2020/5（現在休刊中））[8] - 河北新報社、河北新報普及センターとの共同事業

### 表彰
- グッドデザイン賞[9]

## 系列校
- 尚絅学院中学校・高等学校
- 尚絅学院大学附属幼稚園